# 제봉로
제봉로(Jebong-ro)는 광주광역시 동구 학동 남광주교차로에서 북구 중흥동 광주역앞교차로를 잇는 광주광역시의 도로이다.

## 주요 경유지
광주광역시
- 동구 (학동) - 북구 (중흥동)

## 노선
| 이름              | 접속 노선                             | 소재지        | 소재지        | 비고          |
| 남문로와 직결     | 남문로와 직결                         | 남문로와 직결 | 남문로와 직결 | 남문로와 직결 |
| ----------------- | ------------------------------------- | ------------- | ------------- | ------------- |
| 남광주 교차로     | 국도 제29호선 (대남대로)              | 광주광역시    | 동구          |               |
| 전재의대앞 교차로 | 백서로                                | 광주광역시    | 동구          |               |
| 동구청앞 교차로   | 서남로                                | 광주광역시    | 동구          |               |
| 장동로터리        | 광주광역시도 제18호선 (동명로) 장동로 | 광주광역시    | 동구          |               |
| 한미쇼핑사거리    | 광주광역시도 제6호선 (중앙로)         | 광주광역시    | 동구          |               |
| 동부소방서 교차로 | 광주광역시도 제25호선 (구성로)        | 광주광역시    | 동구          |               |
| 대인 교차로       | 광주광역시도 제7호선 (독립로) 금재로  | 광주광역시    | 북구          |               |
| 중흥육거리        | 경양로                                | 광주광역시    | 북구          |               |
| 광주역앞 교차로   | 광주광역시도 제5호선 (무등로)         | 광주광역시    | 북구          |               |

## 주요 건물 및 시설
- 세븐일레븐 남광주점 (제봉로 19/학동 65-6)
- 광주학동우체국 (제봉로 31/학동 110-2)
- 본죽 본죽&비빔밥 cafe 광주학동점 (제봉로 33/학동 110-7)
- 전남대학교병원 (제봉로 42/학동 8)
- 던킨 광주전남대병원점 (제봉로 41/학동 113-2)
- 미니스톱 전남대병원A점 (제봉로 42/학동 8)
- 파리바게뜨 광주서석점 (제봉로 84/서석동 50-4)
- CU 문화전당점 (제봉로 98/정동 103-14)
- KT 광주빌딩 (제봉로 166/정동 31)
- KT 포인트텔레콤 장동점 (제봉로 166/정동 31)
- GS25 광주대중점 (제봉로 187/대인동 180-2)
- 신협 광주중앙신협 중앙지점 (제봉로 208/대인동 324-11)
- 광주동부소방서 (제봉로 210/대인동 324-9)
- 대인119안전센터 (제봉로 210/대인동 324-9)
- 광주우체국 (제봉로 211/대인동 28-2)
- 광주은행 영업부 (제봉로 225/대인동 7-12)
- 신협 광주은행 본점 (제봉로 225/대인동 7-12)
- 농협 광주원예농협 북부지점 (제봉로 305/중흥동 705-6)
- 광주국악방송 (제봉로 324/중흥동 700-6)